# ジャック・ギルフォード
ジャック・ギルフォード（Jack Gilford,  1907年7月25日 - 1990年6月4日）は、アメリカ合衆国の俳優、コメディアンである。

## 来歴
1907年、ニューヨーク州ニューヨーク市に生まれる。両親はルーマニア系のユダヤ人だった。アマチュア劇団で働いているころ、ジャッキー・グリーソンらと出会い、次第に物まねなどの芸を披露してコメディアンとしての才能を発揮。ニューヨークのダウンタウンにあるナイトクラブなどで働いて、芸を磨いた。1944年に『Hey, Rookie』で映画デビュー。1950年代に入ると、テレビシリーズやコメディ番組などへ出演してコメディアンとしての地位を確立した。1960年代にはブロードウェイの舞台における才能も発揮され、『キャバレー』などの演目で1963年と1966年それぞれにトニー賞へノミネートされた。
1973年にジャック・レモン主演のドラマ映画『セイブ・ザ・タイガー』へ出演した際には、その演技力が評価されアカデミー助演男優賞にノミネートされている。同作でレモンは、アカデミー主演男優賞を受賞し、作品ともども高い評価を得た。その後も精力的に役者活動を続け、1985年のロン・ハワード監督の『コクーン』の出演などでも知られている。

### 私生活
二度の結婚歴があり、二度目の結婚は1949年に女優として活動していたマデリーン・リーとで、二人の間には3人の子供が生まれている。

### 死去
胃癌のため、ニューヨーク市のグリニッジ・ヴィレッジの自宅で死去。82歳だった。

## 出演作品

### 映画
- Hey, Rookie (1944)
- Reckless Age (1944)
- The World of Sholom Aleichem (1959)
- アンデルセン物語 The Daydreamer (1966)
- Mister Buddwing (1966)
- ローマで起った奇妙な出来事 A Funny Thing Happened on the Way to the Forum (1966)
- Enter Laughing (1967)
- Who's Minding the Mint? (1967)
- ある戦慄 The Incident (1967)
- キャッチ22 Catch-22 (1970)
- They Might Be Giants (1971)
- セイブ・ザ・タイガー Save the Tiger (1973)
- Tubby the Tuba (1975) ※声の出演
- Everybody Rides the Carousel (1975) ※声の出演
- ニューヨーク一獲千金 Harry and Walter Go to New York (1976)
- ダドリー・ムーアのモーゼの気分で Wholly Moses! (1980)
- Cheaper to Keep Her (1981)
- おかしなおかしな石器人 Caveman (1981)
- Anna to the Infinite Power (1983)
- コクーン Cocoon (1985)
- 地獄のテロリスト/銃殺!レイプ!恐怖のフライト Hostage Flight (1985) ※テレビ映画
- ミスター・アーサー2 Arthur 2: On the Rocks (1988)
- コクーン2/遥かなる地球 Cocoon: The Return (1988)

### テレビシリーズ
- Actor's Studio (1949, 1950)
- Four Star Revue (1951)
- The Edge of Night (1956)
- 目撃者 The Defenders (1964 - 1965)
- T.H.E. Cat (1966)
- The Ghost & Mrs. Muir (1968)
- 陽気なルーシー Here's Lucy (1969)
- The Governor & J.J. (1969)
- それ行けスマート Get Smart (1969)
- Paul Sand in Friends and Lovers (1974)
- 署長マクミラン McMillan & Wife (1975)
- ローダ Rhoda (1976)
- 女刑事ペパー Police Woman (1976)
- Seventh Avenue (1977)
- アップル・パイ Apple Pie (1978)
- 事件記者ルー・グラント Lou Grant (1979)
- Taxi (1979, 1981)
- Dr．トラッパー／サンフランシスコ病院物語 Trapper John, M.D. (1979, 1982)
- ラブ・ボート The Love Boat (1981, 1982)
- The Duck Factory (1984)
- Night Court (1985)
- ディズニーランド Disneyland (1986)
- ゴールデン・ガールズ The Golden Girls (1988)
- B.L. Stryker (1989)